# Campodesmus costatus
Campodesmus costatus är en mångfotingart som först beskrevs av Carl 1913.  Campodesmus costatus ingår i släktet Campodesmus och familjen Campodesmidae. Inga underarter finns listade i Catalogue of Life.